# Marian Stefan Ulrych
Marian Stefan Ulrych ps. Kozioł, Kozłowski, Inosiński (ur. 1859, zm. po 1905 w Rosji) – lekarz weterynarz, jeden z dwóch ostatnich przywódców I Proletariatu.
Był studentem Szkoły Weterynaryjnej, gdy w 1883 zetknął się członkami partii Proletariat. Zajmował się wówczas kolportażem manifestu „Do pracujących na roli”, za co był poszukiwany przez carską żandarmerię. Emigrował do Szwajcarii, ale wiadomo że w lipcu 1884 wraz z Aleksandrem Dębskim przybył do Warszawy. Prawdopodobnie wówczas zetknął się z Piotrem Pińskim, który w późniejszym czasie zadenuncjował proletariuszy. Po aresztowaniach we wrześniu 1885 drugiego składu Proletariatu został przez Stanisława Mendelsona skierowany do Warszawy, gdzie wraz z Władysławem Wisłockim odnowił prace partii. Zadenuncjowany przez Piotra Pińskiego został aresztowany 7 kwietnia 1886 w mieszkaniu narzeczonej. Był pierwszym zatrzymanym z trzeciego, ostatniego składu I Proletariatu. Przy Ulrychu znaleziono fałszywe paszporty, papiery partyjne oraz podartą odezwę do robotników. Aresztowano go i przewieziono do Cytadeli Warszawskiej, gdzie oczekiwał na osądzenie. Otrzymał wyrok 10 lat zesłania do wschodniej Syberii i dożywotni zakaz powrotu do kraju, opuścił Warszawę 16 czerwca 1888. Po odbyciu kary ukończył w Rosji studia medyczne i prowadził praktykę lekarską. Nie jest znana dokłada data ani miejsce jego śmierci.